# Verbandsliga Brandenburg 1997/98
Die Verbandsliga Brandenburg 1997/98 war die achte Spielzeit der Verbandsliga Brandenburg und die vierte als fünfthöchste Spielklasse im Fußball der Männer.
Der FC Energie Cottbus II wurde in dieser Saison zum ersten Mal Landesmeister in Brandenburg und stieg damit in die Fußball-Oberliga Nordost auf. Der SV Schwarz-Rot Neustadt (Dosse) errang, mit 2 Punkten Rückstand, die Vizemeisterschaft.
Als Absteiger standen nach dem 30. Spieltag die SpVgg Blau-Weiß 90 Vetschau und der ESV Lokomotive Cottbus fest und mussten in die Landesliga absteigen.

## Teilnehmer
An der Spielzeit 1997/98 nahmen insgesamt 16 Vereine teil.
| Mannschaften aus der Verbandsliga Brandenburg 1996/97 | Mannschaften aus der Verbandsliga Brandenburg 1996/97 | Mannschaften aus der Verbandsliga Brandenburg 1996/97 |
| ----------------------------------------------------- | ----------------------------------------------------- | ----------------------------------------------------- |
| FC Energie Cottbus II                                 | SV Falkensee-Finkenkrug                               | Brandenburger SC Süd 05                               |
| SV Empor Mühlberg                                     | FSV Glückauf Brieske-Senftenberg                      | SV Schwarz-Rot Neustadt (Dosse)                       |
| Müllroser SV 1898                                     | FSV 95 Ketzin/Falkenrehde                             | SG Fortuna Babelsberg                                 |
| SpVgg Blau-Weiß 90 Vetschau                           | FSV Rot-Weiß Prenzlau                                 | ESV Lokomotive Cottbus                                |
| BSV Stahl Brandenburg                                 | SG Eintracht Oranienburg                              |                                                       |

| ▲Aufsteiger aus der Landesliga 1996/97 | ▲Aufsteiger aus der Landesliga 1996/97 |
| -------------------------------------- | -------------------------------------- |
| SV Motor Hennigsdorf                   | Ludwigsfelder FC                       |

## Abschlusstabelle
| Pl. | Verein                           | Sp. | S  | U | N  | Tore    | Diff. | Punkte |
| --- | -------------------------------- | --- | -- | - | -- | ------- | ----- | ------ |
| 1.  | FC Energie Cottbus II            | 30  | 20 | 7 | 3  | 071:180 | +53   | 67     |
| 2.  | SV Schwarz-Rot Neustadt (Dosse)  | 30  | 20 | 5 | 5  | 069:330 | +36   | 65     |
| 3.  | Brandenburger SC Süd 05          | 30  | 18 | 7 | 5  | 070:260 | +44   | 61     |
| 4.  | FSV Glückauf Brieske-Senftenberg | 30  | 18 | 6 | 6  | 068:370 | +31   | 60     |
| 5.  | SV Motor Hennigsdorf (N)         | 30  | 16 | 7 | 7  | 049:270 | +22   | 55     |
| 6.  | SV Falkensee-Finkenkrug          | 30  | 13 | 9 | 8  | 051:370 | +14   | 48     |
| 7.  | SV Empor Mühlberg                | 30  | 11 | 8 | 11 | 043:470 | −4    | 41     |
| 8.  | Müllroser SV 1898                | 30  | 12 | 5 | 13 | 050:560 | −6    | 41     |
| 9.  | SG Eintracht Oranienburg         | 30  | 10 | 9 | 11 | 052:490 | +3    | 39     |
| 10. | BSV Stahl Brandenburg            | 30  | 10 | 8 | 12 | 047:480 | −1    | 38     |
| 11. | Ludwigsfelder FC (N)             | 30  | 10 | 3 | 17 | 031:460 | −15   | 33     |
| 12. | FSV 95 Ketzin/Falkenrehde        | 30  | 8  | 5 | 17 | 031:560 | −25   | 29     |
| 13. | SG Fortuna Babelsberg            | 30  | 7  | 8 | 15 | 040:680 | −28   | 29     |
| 14. | FSV Rot-Weiß Prenzlau            | 30  | 5  | 9 | 16 | 030:560 | −26   | 24     |
| 15. | SpVgg Blau-Weiß 90 Vetschau      | 30  | 5  | 6 | 19 | 025:690 | −44   | 21     |
| 16. | ESV Lokomotive Cottbus           | 30  | 3  | 6 | 21 | 020:740 | −54   | 15     |

| (N) | Aufsteiger aus der Landesliga 1996/97 |

## Kreuztabelle
Die Kreuztabelle stellt die Ergebnisse aller Spiele dieser Saison dar. Die Heimmannschaft ist in der linken Spalte, die Gastmannschaft in der oberen Zeile aufgelistet.
| 1997/98                          | FC Energie Cottbus II | SV Schwarz-Rot Neustadt (Dosse) | Brandenburger SC Süd 05 | FSV Glückauf Brieske-Senftenberg | SV Motor Hennigsdorf | SV Falkensee-Finkenkrug | SV Empor Mühlberg | Müllroser SV 1898 | SG Eintracht Oranienburg | BSV Brandenburg | Ludwigsfelder FC | FSV 95 Ketzin/Falkenrehde | SG Fortuna Babelsberg | FSV Rot-Weiß Prenzlau | SpVgg Blau-Weiß 90 Vetschau | ESV Lok Cottbus |
| -------------------------------- | --------------------- | ------------------------------- | ----------------------- | -------------------------------- | -------------------- | ----------------------- | ----------------- | ----------------- | ------------------------ | --------------- | ---------------- | ------------------------- | --------------------- | --------------------- | --------------------------- | --------------- |
| FC Energie Cottbus II            |                       | 1:0                             | 0:0                     | 2:0                              | 5:3                  | 1:0                     | 1:1               | 6:0               | 2:1                      | 4:0             | 4:0              | 2:0                       | 3:0                   | 2:0                   | 5:0                         | 0:1             |
| SV Schwarz-Rot Neustadt (Dosse)  | 2:1                   |                                 | 3:2                     | 3:2                              | 0:2                  | 3:3                     | 1:0               | 3:1               | 3:2                      | 3:0             | 2:0              | 1:0                       | 6:2                   | 5:1                   | 4:0                         | 4:0             |
| Brandenburger SC Süd 05          | 0:0                   | 4:2                             |                         | 6:1                              | 0:2                  | 2:1                     | 1:0               | 7:0               | 4:0                      | 2:2             | 2:0              | 3:0                       | 3:1                   | 2:1                   | 2:0                         | 8:0             |
| FSV Glückauf Brieske-Senftenberg | 3:2                   | 1:1                             | 3:0                     |                                  | 0:2                  | 2:0                     | 1:0               | 1:0               | 2:0                      | 2:1             | 4:0              | 3:1                       | 3:2                   | 4:0                   | 4:0                         | 6:0             |
| SV Motor Hennigsdorf             | 1:1                   | 0:1                             | 0:3                     | 3:3                              |                      | 1:0                     | 0:0               | 4:1               | 0:0                      | 2:0             | 1:0              | 4:0                       | 2:2                   | 3:0                   | 1:0                         | 4:0             |
| SV Falkensee-Finkenkrug          | 1:1                   | 1:1                             | 2:1                     | 1:0                              | 2:0                  |                         | 6:1               | 3:0               | 1:1                      | 4:1             | 3:3              | 1:0                       | 1:1                   | 3:1                   | 3:0                         | 1:0             |
| SV Empor Mühlberg                | 0:5                   | 1:0                             | 1:2                     | 1:1                              | 3:1                  | 1:1                     |                   | 5:3               | 2:1                      | 4:1             | 2:1              | 3:0                       | 1:1                   | 1:1                   | 3:2                         | 1:1             |
| Müllroser SV 1898                | 0:4                   | 1:3                             | 0:0                     | 2:2                              | 2:1                  | 4:2                     | 0:1               |                   | 0:0                      | 1:1             | 2:3              | 1:0                       | 3:0                   | 2:0                   | 2:0                         | 3:0             |
| SG Eintracht Oranienburg         | 2:3                   | 2:2                             | 1:1                     | 2:2                              | 0:3                  | 1:0                     | 3:1               | 3:5               |                          | 1:1             | 3:0              | 4:2                       | 6:1                   | 2:1                   | 2:2                         | 2:0             |
| BSV Stahl Brandenburg            | 1:1                   | 1:2                             | 1:1                     | 2:3                              | 1:2                  | 2:2                     | 4:2               | 3:1               | 2:1                      |                 | 1:0              | 3:0                       | 0:2                   | 2:1                   | 0:0                         | 4:2             |
| Ludwigsfelder FC                 | 1:2                   | 0:2                             | 0:4                     | 2:1                              | 0:2                  | 0:1                     | 3:0               | 0:1               | 2:1                      | 1:0             |                  | 1:1                       | 3:0                   | 3:1                   | 1:0                         | 0:2             |
| FSV 95 Ketzin/Falkenrehde        | 0:6                   | 2:2                             | 1:2                     | 0:3                              | 1:2                  | 1:3                     | 3:1               | 1:0               | 3:1                      | 0:0             | 0:0              |                           | 1:3                   | 2:0                   | 1:3                         | 4:1             |
| SG Fortuna Babelsberg            | 1:3                   | 2:4                             | 3:1                     | 1:4                              | 0:0                  | 3:0                     | 0:2               | 1:4               | 0:0                      | 2:7             | 1:0              | 1:2                       |                       | 3:2                   | 1:1                         | 1:1             |
| FSV Rot-Weiß Prenzlau            | 0:0                   | 0:3                             | 1:1                     | 2:3                              | 1:0                  | 2:2                     | 2:0               | 2:2               | 1:2                      | 1:0             | 2:1              | 0:0                       | 2:1                   |                       | 1:1                         | 3:3             |
| SpVgg Blau-Weiß 90 Vetschau      | 0:3                   | 1:0                             | 0:4                     | 1:4                              | 0:2                  | 1:2                     | 1:1               | 0:5               | 1:4                      | 1:5             | 0:3              | 1:2                       | 2:2                   | 3:1                   |                             | 2:1             |
| ESV Lokomotive Cottbus           | 0:1                   | 0:3                             | 0:2                     | 0:0                              | 1:1                  | 2:1                     | 0:4               | 0:4               | 2:4                      | 0:1             | 1:3              | 1:3                       | 1:2                   | 0:0                   | 0:2                         |                 |

## Statistiken

### Torschützenliste
| Pl. | Spieler        | Mannschaft                       | Tore |
| --- | -------------- | -------------------------------- | ---- |
| 1.  | Heiko Gajewski | FSV Glückauf Brieske-Senftenberg | 25   |
| 2.  | Dirk Nimscholz | SV Falkensee-Finkenkrug          | 22   |
| 3.  | Torsten John   | FSV Glückauf Brieske-Senftenberg | 19   |
| 4.  | Lars Posorski  | Brandenburger SC Süd 05          | 18   |
| 5.  | Dirk Teichert  | SV Schwarz-Rot Neustadt (Dosse)  | 17   |